# William Hewitt
William Abraham Hewitt (né le 15 mai 1875 à Cobourg en Ontario et mort le 8 septembre 1966) est un journaliste sportif canadien et un manager sportif qui a exercé dans le domaine du hockey sur glace, du football, du rugby et du sport hippique.  
Il a contribué à la structuration de ces différents sports en étant fondateur, secrétaire ou président de plusieurs associations, telles que l'Association de hockey de l'Ontario, l'lnterprovincial Rugby Football Union ou l'Association canadienne de hockey amateur .  
Hewitt est intronisé au Temple de la renommée du hockey en 1947, dans la catégorie des bâtisseurs. 

## Biographie
William Abraham Hewitt naît le 15 mai 1875 à Cobourg en Ontario. La famille déménage à Toronto lorsqu'il a quatre ans. Il fréquente ensuite le Jarvis Collegiate Institute. Hewitt et ses trois frères ont tous travaillé comme journalistes. 

### Carrière de journaliste
Alors qu'il est encore à l'école, il commence à travailler pour le Toronto News comme copyboy (ou grouillot en français). À l'âge de 15 ans, il devient reporter et quitte l'école. En 1895, il est rédacteur sportif du News et, plus tard, il complète ses revenus comme attaché de presse au Grand Opera House (en) de Toronto.
À l'automne 1899, il est débauché pour un poste de journaliste sportif au Montreal Herald par Joseph E. Atkinson, le directeur éditorial du journal, qu'Hewitt connait et admire depuis son passage à Toronto. Un an plus tard, Atkinson est nommé rédacteur en chef (et actionnaire majoritaire) du Toronto Star et Hewitt le suit, retournant à Toronto en tant que rédacteur des pages sportives du journal. Il occupera ce poste pendant 31 ans, avant d'accepter un nouvel emploi en 1931 comme Responsable des relations clients de la toute nouvelle salle omnisports Maple Leaf Gardens. Il transmet son poste de rédacteur à son collègue de longue date, Lou Marsh. En plus de 36 ans de carrière, Hewitt n'a jamais utilisé de machine à écrire et a rédigé tous ses articles à la main.

### Carrière sportive
Selon Conn Smythe, le propriétaire du Gardens, Hewitt n'a pas réussie la transition vers ce nouveau poste de responsable et au bout d'un an, d'autres tâches lui sont confiées. Malgré cela, Hewitt travaille pour le Gardens pendant plus de 30 ans.
Pendant 58 ans, il occupe le poste de secrétaire de l'Association de hockey de l'Ontario (en anglais, Ontario Hockey Association) ; ce qui devait être au départ un poste temporaire durera de 1903 à 1966, alors qu'il a plus de 80 ans. Il a également officié pour l'Association canadienne de hockey amateur entre 1915 et 1961.
Hewitt a été directeur général honoraire de trois équipes olympiques de hockey sur glace, ayant chacune remportée consécutivement une médaille d'or : les Falcons de Winnipeg (en 1920), les Granites de Toronto (en 1924) et les Toronto Varsity Grads (en 1928). Il a également été arbitre pour le tout premier match olympique de hockey sur glace, une victoire de la Suède 8 à 0 face à la Belgique, pour le tournoi olympique de 1920. En 1924, il perd un jeu de pile ou face contre l'Américain William S. Haddock, lui ôtant le poste de second vice-président de la Fédération Internationale de Hockey sur Glace (en anglais, l'IIHF).
Hewitt devient directeur de l'équipe de football les Argonauts de Toronto en 1905. En 1907, il aide à la construction de l'lnterprovincial Rugby Football Union, connue sous le nom de Big Four et dans laquelle jouera le club des Argonauts. Cette union est constituée de deux des meilleures équipes des ligues du Québec et de l'Ontario et deviendra en 1959 la Division Est de la ligue canadienne de football. Il occupe le poste de président de la Canadian Rugby Football Union pour la saison 1918-1919.
Hewitt s'est également longuement impliqué dans les sports hippiques, notamment les courses de chevaux. Au début du XXe siècle, il négocie des billets de trains peu onéreux entre Toronto et l'hippodrome de Fort Érié, ce qui attire des centaines de passagers quotidiens. En 1917, il débute en tant que préposé sur la piste et devient vingt ans plus tard en 1937 président de piste, pour l'Incorporated Canadian Racing Association (ICRA). Hewitt occupe ce poste jusqu'à ce que l'ICRA soit remplacée par la Commission des courses de l'Ontario en 1951. Il devient alors un officiel jusqu'à sa retraite.

### Honneurs et reconnaissances
Hewitt est intronisé au Temple de la renommée du hockey en 1947, dans la catégorie des bâtisseurs. Son autobiographie « Down The Stretch: Recollections of a Pioneer Sportsman and Journalist» (en français, « Down the Stretch : Souvenirs d'un pionnier sportif et journaliste») est publiée en 1958. Son fils, Foster Hewitt, devient un des premiers commentateurs de hockey sur glace et est également intronisé au Temple de la renommée du hockey. Son petit-fils, Bill Hewitt, suit les traces de son père et devient un des commentateurs de matchs en direct le plus apprécié du Canada. 